# توکتایوو
توکتایوو (به لاتین: Tuktayevo) یک منطقهٔ مسکونی در روسیه است که در باشقیرستان واقع شده‌است.